# Renenutet
Renenutet ist eine Göttin in der Mythologie des Alten Ägypten. Durch ihre lebenserhaltende Macht für die Nahrung, das Gedeihen der Menschen und der Pflanzen erhielt sie vielfältige Funktionen.

## Darstellung
Renenutet wurde als Schlange, aber auch in Menschengestalt mit Uräusschlange an der Stirn dargestellt sowie als Frauenkörper mit einem Schlangenkopf. Gelegentlich erscheint sie auch mit dem Kopfschmuck der Hathor und Isis. Als Mutter-, Schicksals und Totengöttin erscheint Renenutet generell menschengestaltig, beziehungsweise mit Frauenkörper und Schlangenkopf.

## Bedeutung
Sie war eine Ammengöttin, die dem Menschen bei der Geburt sein Ka verlieh und zusammen mit Mesechenet und Schai sein weiteres Schicksal bestimmte und für die Ernährung des Kindes sorgte. Durch ihre Verbundenheit mit dem Schicksal, im weitesten Sinne von Glück und Reichtum, verschmolz sie sehr früh mit Ernutet, die die reiche Ernte (renen = Nahrung) personifizierte und oft mit der sich im Korn verbergenden „Utet-Schlange“ identifiziert wurde. Als Erntegöttin trug sie die Beinamen „Herrin des Fruchtlandes“ und „Herrin der Scheunen“ und wurde so auch mit Osiris verbunden. Manche Darstellungen zeigen sie auch mit dem noch kleinen Korngott Neper, der in seiner Funktion als Totengott als Sohn der Renenutet galt. Ein weiterer Beiname der Göttin war „Die an Zauberkraft Große“ (Weret Hekau). Ein Name, den unter anderem auch Isis, Sachmet und Hathor führten.
Als Beschützerin des Pharaos setzte man sie mit der Göttin Wadjet gleich. Sie symbolisierte die magische Kraft des Leinenkleides, das der Pharao trug. Manchmal wurde sie mit der Maat gleichgesetzt, und beim Totengericht berichtete Renenutet über das Leben der Toten. Sowohl Schöpfer- und Sonnengott als auch der König selbst führten den Beinamen „Herr(in) durch Renenutets Gnade“.

## Kult und Kultort
Renenutet wurde bereits seit der 4. Dynastie verehrt, besonders im Fayyum, das in der 12. Dynastie fruchtbar gemacht worden war. Darstellungen finden sich in Tempeln von Amenemhet III. und Amenemhet IV. in Medinet Madi. Kultorte in der 18. Dynastie waren Abydos, Theben und Gizeh. In griechisch-römischer Zeit war Terenuthis ein wichtiger Kultort. Nach dem Einbringen der Ernte erhielt Renenutet Erstlingsopfer und die Opfer wurden ihr vor einem schlangenköpfigen oder schlangengestaltigen Bildnis dargebracht.

## Renenutet bei den Griechen
Die Griechen gaben ihr den Namen „Thermuthis“. Sie fassten sie oft als Gestalt der Isis auf und stellten sie auch mit einem aus einem Schlangenkörper herauswachsenden Frauenkopf dar.